# Dusona rossica
Dusona rossica là một loài tò vò trong họ Ichneumonidae.